# Save Tonight
Save Tonight est un single du Suédois Eagle-Eye Cherry sorti en 1997 sur son premier album Desireless.

## Reprises
EMD, en 2010, sur l'album Rewind
Jean Gavril, en 2014, sur l'EP I won't get lost
Boyce Avenue, en 2017, sur l'album Cover Sessions, Volume 4